# Laguna Dalga
Laguna Dalga és un municipi de la província de Lleó, enclabada en la comarca natural del Páramo Leonés.

## Pedanies del municipi
- Laguna Dalga,
- San Pedro de las Dueñas,
- Santa Cristina del Páramo,
- Soguillo del Páramo.